# Nem ér a nevem (film, 1961)
A Nem ér a nevem, 1961-ben bemutatott színes, zenés magyar filmvígjáték, amelyet Keleti Márton rendezett. A film operatőre: Illés György, forgatókönyvét Máriássy Judit, zenéit Fényes Szabolcs írta.

## Cselekmény
Etelkát, a 43 éves mozipénztárosnőt a férje elhagyta. Munkahelyén, a Puskin moziban főnökétől két hétre beutalót kap Balatonlellére, a SZOT üdülőbe. Barátnője ráveszi, hogy kezdjen új életet, s a szemüveges, szürke, addig jelentéktelen mozipénztárosnő, már elegáns dámaként érkezik meg a Balatonhoz, abban a reményben, hogy talán a szerelem is újra rátalál... 

## Szereplők
- Bende Tiborné Burdai Etelka, mozipénztáros... Tolnay Klári
- Pintér Bandi bácsi, (könyvtáros, bírósági ülnök)... Páger Antal
- Bandi, Pintér bácsi fia... Berg Tamás
- Tekla, Pintér bácsi lánya... Farkas Zsuzsa
- Zdeněk Vrba, cseh bohóc... Jiří Vršťala
- Juci, fodrász, kozmetikus, Bendéné társbérlője... Psota Irén
- Öcsi, Juci udvarlója, fotóriporter... Kozák László
- válóperes bíró... Benkő Gyula
- dr. Schultz, ügyvéd... Gózon Gyula
- gépírónő a bíróságon... Schubert Éva
- Helén... Kiss Manyi
- Helén férje... Szabó Ernő
- Helén válóperes ügyvédje ... Sarlai Imre
- a Puskin mozi üzemvezetője... Győrffy György
- Takács Anna, próbakisasszony (manöken)... Vass Éva
- Gyárfás, a SZOT üdülő kultúrfelelőse... Latabár Kálmán
- Barcsai... Bessenyei Ferenc
- Laci (Szabó László)... Tordy Géza
- Évi, Laci barátnője... Nádasi Myrtill
- Tordai, féltékeny férj... Alfonzó
- Tordainé, a féltékeny férj felesége... Lorán Lenke
- a házasságtörő férfi, akire Tordai féltékeny... Csonka Endre
- horgász (műbútorasztalos, üdülővendég a SZOT üdülőben)... Kőmíves Sándor
- a horgász felesége, üdülővendég a SZOT üdülőben... Pártos Erzsi
- Robi bácsi, a SZOT üdülő gondnoka... Peti Sándor
- énekes, a SZOT üdülő bárjában... Koós János
- Zsuzsika, fiatal könyvtárosnő...  Agárdy Ilona
- érdeklődő nő a könyvtárban (Anna Karenyinát keres)... Lengyel Erzsi
- kötözködő mozijegy vásárló... Kibédi Ervin
- fiatal üdülővendégek a SZOT üdülőben és a vitorláson: Dávid Ágnes; Győry Franciska; Mészöly Júlia; Mendelényi Vilmos; Simon Kázmér; Szokolay Ottó
- Kovács, motoros (az utcai inzultusnál a verekedőket próbálja szétválasztani)... Horkai János
- a motoros barátja (néma szerep – az utcai inzultusnál a verekedőket próbálja szétválasztani)... Kézdy György
- manökenek a divatszalonban, akik ruhákat mutatnak be (néma szereplők)... Keresztes Orsi; dr. Tomjanovich Gézáné (Cipi)

## Forgatási helyszínek
- Puskin mozi
- Balatonlelle[2]
- Badacsony